# Semaeopus oenopodiata
Semaeopus oenopodiata là một loài bướm đêm trong họ Geometridae.